# Wedowee, Alabama
Wedowee là một thị trấn thuộc quận Randolph, tiểu bang Alabama, Hoa Kỳ. Dân số năm 2009 là 816 người, mật độ đạt 90 người/km².